# Krystyna z Burzenina

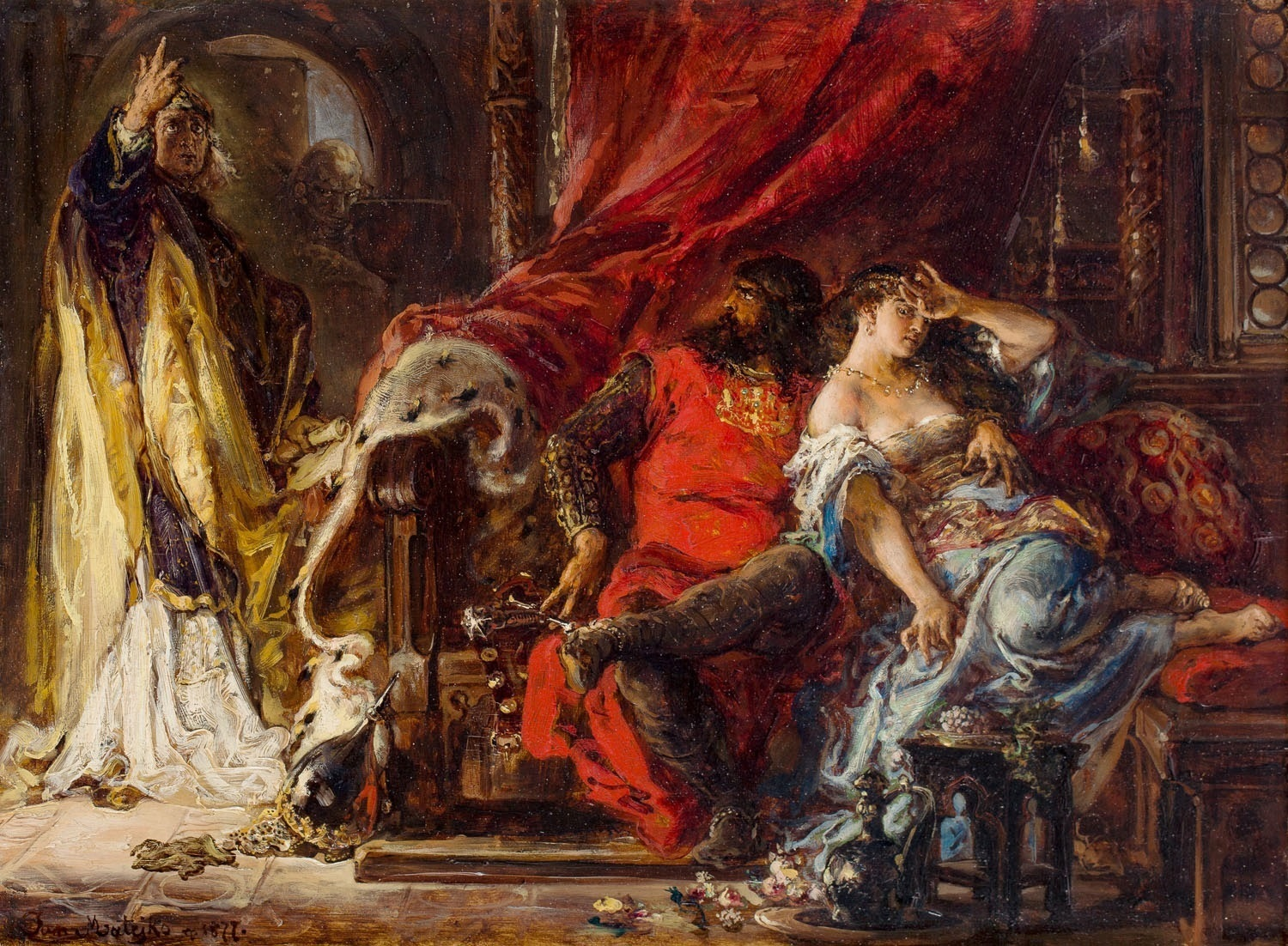
Krystyna z Burzenina na obrazie Jana Matejki Święty Stanisław karcący Bolesława Śmiałego (1877)

Krystyna z Burzenina (łac. Cristina, także Krystyna z Bużenina, Krystyna z Buszeninu) – postać legendarna, kochanka króla Bolesława II Szczodrego. 
Legenda o porwaniu Krystyny z Burzenina została spisana przez Jana Długosza w utworze Życie św. Stanisława biskupa krakowskiego (łac. Vita beatissimi Stanislai Cracoviensis episcopi) wydanym po raz pierwszy w 1511 r.

## Wersja Długosza
Krystyna była żoną komesa burzenińskiego, Mścisława z rodu Poraitów Pstrokońskich. W opisie Długosza:
[…] Była w tym czasie na granicy ziemi sieradzkiej niewiasta, imieniem Krystyna, żona szlachcica Mścisława z Buszeninu, rzadkiej piękności ciała, przewyższająca urodą inne kobiety, z krztałtnością też znakomitą łączyła obyczaje przyjemne i ujmującą wymowę, którymi to przymiotami porywała jakoby na wędkę spoglądających na nią ludzi […].
Bolesław II miał porwać Krystynę z domu jej męża, uczynić ją swoją nałożnicą i odsunąć od siebie prawowitą żonę. Wydarzenie to wzbudziło oburzenie polskich panów, którzy szukali pomocy u polskich biskupów. Po odmowie siedmiu biskupów, którzy nie mieli odwagi potępić grzechu króla, zwrócili się do biskupa krakowskiego Stanisława. Ten wygłosił surową mowę upominającą Bolesława, ściągając na siebie jego gniew.
Potomstwo Bolesława i Krystyny zrodzone z cudzołożnego związku miało być naznaczone „pomstą Bożą” (drżenie członków, szpetność pokrzywionych nosów, odchodzenie od zmysłów), która miała przechodzić z pokolenia na pokolenie aż do czasów Długosza.

## Historyczność
Przekazy historyczne nie wspominają o Krystynie ani o jakichkolwiek innych kochankach Bolesława. Jedyną wzmianką dotyczącą obyczajów króla jest zapis Wincentego z Kielczy o grzechach królewskich idących „za pożądliwością ciała”, a nawet „sprzecznych z naturą” (sugerujący homoseksualne, a nie heteroseksualne czyny). Legenda Długosza nosi też podobieństwa do śmierci księdza Marcina Baryczki w 1349 roku, który miał potępiać króla Kazimierza Wielkiego za „niemoralne prowadzenie” i zostać za to utopiony w Wiśle.
Przyjmuje się, że Długosz stworzył postać Krystyny, interpretując zapis z Rocznika kapituły krakowskiej o narodzinach Krystyna ("Cristinus natus est”) w 1076. Pomimo braku wzmianek o jego rodzinie, Długosz uznał, że był on synem Bolesława II i kobiety, którą nazwał tym imieniem i opisał jej legendę, opierając się na wzmiance Wincentego z Kielczy.

## W kulturze
Jako postać literacka Krystyna z Burzenina występuje w powieściach historycznych:
- Józef Ignacy Kraszewski, Boleszczyce : powieść z czasów Bolesława Szczodrego (1877)
- Karol Bunsch, Imiennik – Miecz i pastorał (1949)

Jan Matejko wyobraził postać Krystyny na płótnie zatytułowanym Św. Stanisław karcący Bolesława Śmiałego, namalowanym w 1877 roku.